# Alberto Carsí Lacasa
Alberto Carsí Lacasa (València, 12 de febrer de 1876 - Perpinyà, 1960) va ser un enginyer i geòleg valencià. Era un clar federalista i va estar a favor de la Segona República Espanyola. Era reclusià i maçó i també va simpatitzar amb l'anarcosindicalisme.

## Biografia
Membre d'una família benestant, el seu pare era José Carsi i Belenguer (+ Barcelona 1928), un enginyer agrònom que feia extracció d'aigües subterrànies.
Va fer els seus estudis universitaris de ciències a Barcelona i el 1902 va publicar el seu primer treball en el núm. 15 de la revista mensual «La Universidad catalana» que tractava sobre els pous artesians.
El 1903 es va casar a València amb Pilar Blasco Ibáñez, germana de Vicent Blasco Ibáñez, i junts se'n van anar a viure a Barcelona. Un any després, Carsí va conèixer l'astrònom i sismòleg Josep Comas i Solà en una conferència d'aquest darrer a l'Ateneu Barcelonès, l'únic assistent va ser Alberto i per respecte a ell, Comas va donar la conferència i en acabar el va convidar a debatre al Cafè de la Rambla, allà va néixer una gran amistat que donaria fruit en múltiples col·laboracions tant polítiques -tots dos eren anarquistes- com investigadores. Això el va portar a treballar el 1904 a l'Observatori Fabra que havia creat aquest mateix any i dirigia el propi Comas, i a fundar amb aquest la "Sociedad Astronómica de España y América" un any després, de la qual va ser bibliotecari. Comas, l'astrònom de referència a Espanya, a més coincidia amb Carsí en el seu comú interès pels terratrèmols i la recerca i ús de fonts d'energia alternatives o renovables, que era el camp de Carsí, qui era constructor de pous artesians. I va ser Comas qui el va introduir en la lògia Cosmos on va prendre el nom simbòlic de l'estrella Canopus.
El 1905 va fundar amb Comas i el músic Pau Casals el "Comitè Català contra la Guerra" primer òrgan antibel·licista conegut a Espanya.
Havent convençut al seu cunyat Vicent Blasco Ibáñez perquè traduís al castellà l'obra de Élisée Reclus "Novísima Geografia Universal" va veure la llum -amb la seva col·laboració- el 1906 repartida en sis toms que va editar l'Editorial Prometeu de València.
Va ingressar el 1906 al Club Muntanyenc poc després de la seva fundació. A imitació del seu mestre en mineralogia, Odón de Buen va organitzar excursions culturals per formar a qui li agradés la natura: amb la Unió Obrera per a l'Educació Popular sobre geologia al Tibidabo així com, juntament amb el Museu Pedagògic Experimental, al pont de Bruguers i al castell d'Eramprunyà entre d'altres.
Carsí va exposar les seves conferències a l'Ateneu Barcelonès sobre abastament d'aigua potable a la ciutat de Barcelona (1910- 1911), sempre en contra de l'especulació del preu de l'aigua, i també sobre història natural en múltiples ocasions. El 1912 va arribar a ser soci numerari de la Reial Societat Espanyola d'Història Natural.
El 5 de juny de 1929 va morir la seva filla Pilar Carsí Blasco-Ibáñez a l'edat de 23 anys després d'una llarga malaltia, una cosa que Alberto va intentar superar escrivint un llibre sobre ella.
Com maçó de grau 33 de la lògia Cosmos pertanyia a la Gran Lògia d'Espanya (GLE) i va prendre part en les lluites intestines entre aquesta i el Gran Orient d'Espanya. El 1930 Carsí juntament amb Manuel Ximénez, tots dos crítics de GLE, van formar part del grup que va tractar d'unificar totes dues a l'anomenada "Gran Lògia Unida" però no va funcionar i el resultat va ser que es van fundar en un mes a tot Espanya 18 lògies més.
A l'abril de 1931 va ingressar a la Confederació Nacional del Treball (CNT), on seria vocal i va ser president de la Junta directiva del centre Unió Republicana Valenciana. Va ser president de l'Ateneu Pi i Margall des d'on va participar en actes en suport de la República.
En la seva feina de geòleg va analitzar les aigües de diverses ciutats, com ara Alacant o Santa Cruz de La Palma.
Carsí des de 1933 era membre de la Junta de la Lliga dels Drets de l'Home i aquest mateix any va treure a la llum el primer número de la revista «Guerra a guerra» del seu "Comitè català contra la guerra" on van signar articles Albert Einstein, Josep Comas, Henri Barbusse o Ángel Pestaña.
Al març de 1936 Carsí va ser nomenat delegat de Serveis Hidràulic de Govern de la Segona República Espanyola per al Pirineu Oriental i després de constituir poc després el Consell de l'Escola Nova Unificada de Catalunya (CENU), va ser convidat a formar-ne part juntament amb el seu president l'anarquista i pedagog Joan Puig Elias. El juliol d'aquest mateix any va presentar Carsí la ponència sobre ensenyament superior de l'esmentat CENU en qualitat de vicepresident. Era un treball encaminat a la creació d'una nova pedagogia. A més, en aquest primer curs va començar a impartir classes de ciències naturals a les 'Escoles Militants CNT-FAI' (a les quals va assistir Eduard Pons Prades). Durant el primer curs (1936-1937) va publicar els seus llibres "Los regadíos de Cataluña" i "La riqueza minera de Cataluña '' que va dedicar a Lluís Companys. Just després va ser nomenat membre de la Junta de Relacions Culturals de Catalunya juntament amb Pau Casals, el poeta Gabriel Alomar i el jurisconsult Josep Xirau entre d'altres, dins del Departament de Cultura de la Generalitat de Catalunya.
El 1939 va acabar la guerra civil i Carsí va fugir a França, el "Tribunal de Repressió de la Maçoneria i el Comunisme" l'havia condemnat a 30 anys de reclusió així que no va tornar a Espanya; deixava publicats prop de 400 informes professionals sobre hidrogeologia.
El 1945, ja acabada la Segona Guerra Mundial en el seu front europeu, va continuar l'exili a Perpinyà i va publicar "Estampas maravillosas de la vida del agua" sota el nom del seu germà Ricardo perquè tenia prohibit publicar a Espanya.
Morta la seva esposa Pilar el 13 de juliol de 1952, la persona que va ajudar a Carsí a sobreviure va ser l'anarquista José Molina, el va assistir i va ajudar econòmicament fins que va morir l'any 1960. Les seves restes mortals van tornar a Espanya i descansen a Barcelona, al cementiri de Montjuïc per desig de la seva hereva Mercedes Navarro Carsí.

## Principals publicacions
- “Abastecimiento de aguas de Barcelona”.Imprenta Inglada, Barcelona 1911
- “Geología del Rif: la verdad sobre su riqueza”, Editorial Prometeo. València, 1923.
- “Sumario de los principales trabajos científicos realizados por Alberto Carsí sobre geología y ciencias derivadas y afines hasta el 12 de febrer de 1926, cincuentenario de su natalicio”. Pereda impresor. Barcelona, 1926.
- “Breve relación de las cuencas artesianas de Cataluña”, Editorial Verdaguer. Barcelona, 1931.
- “La riqueza minera de Cataluña. Libro de sugerencias, estímulos y regeneración.”, Editorial Maucci. Barcelona, 1937. Dedicat a Lluís Companys.
- “Los regadíos en Cataluña. Libro de estímulo y regeneración. Modo de salvar y engrandecer a un pueblo.”, Editorial Maucci. Barcelona, 1937.
- “José Comas y Solà: el hombre y el científico.” en coautoria amb J. Ferrer, 1937 per a la revista propaganda CNT.
- Article “El petróleo eterno generador de guerras” en el n. 6 de la revista hispano-francesa «Universo». Any 1956.